# Петер Леко
Пе́тер Ле́ко (угор. Lékó Péter) (нар. 8 вересня 1979) —- угорський шахіст. Став гросмейстером в 1994 році у віці 14 років (тодішній світовий рекорд).
У складі збірної Угорщини срібний призер шахових олімпіад 2002 та 2014 років, срібний призер командного чемпіонату Європи 1999 року, бронзовий призер 2011 та 2015 років.
Петер Леко зробив значний внесок у розвиток теорії дебютів. Зараз Леко є одним з провідних теоретиків шахів.
Його рейтинг станом на березень 2020 року — 2663 (76-те місце у світі, 3-тє в Угорщині).

## Кар'єра
У 2002 році Леко переміг на турнірі в Дортмунді, що дало йому право, згідно з Празькими угодами, взяти участь у матчі за звання Чемпіона світу з шахів (за версією ПША) проти Володимира Крамника. Цей матч відбувся з 25 вересня до 18 жовтня 2004 року в швейцарському місті Бріссаго (Brissago). Матч проводився з 14 партій з класичним контролем часу і закінчився внічию — 7:7 (+2-2=10), причому Петер Леко вів у рахунку аж до останньої партії. Але перемігши в останній партії, Крамник зрівняв рахунок і, за умовами матчу, за нічийного рахунку, зберіг звання — Чемпіон світу за версією ПША.
У 2001 році, Леко обіграв англійського гросмейстера Майкла Адамса у матчі в шахи 960. Таким чином, Леко став першим чемпіоном світу з шахів Фішера. Але цей титул офіційно не визнаний, оскільки не було організовано відкритих кваліфікаційних матчів.
У вересні-жовтні 2005 року, Леко брав участь у турнірі за титул Чемпіона світу ФІДЕ в Сан-Луїсі і зайняв 5-те місце з 6,5 очками. У травні-червні 2007 року Леко грав у Турнірі Кандидатів. Він виграв матчі проти Михайла Гуревича (+3-0=1) і Євгена Бареєва (+2-0=3) і кваліфікувався до турніру на звання чемпіона світу. У чемпіонаті він посів 4-е місце з 8 учасників.

### 2012
У жовтні 2012 року Петер Леко з результатом 6 очок з 11 можливих (+1-0=10) посів 5-те місце на першому етапі Гран-прі ФІДЕ 2012/2013, що проходив в Лондоні.
У грудні 2012 року на другому етапі серії Гран-прі ФІДЕ 2012—2013 років, набравши 5½ очок з 11 можливих (+1-1=9), Леко розділив 7-9 місця.

### 2013 рік
У квітні 2013 року Петер Леко на третьому етапі Гран-прі ФІДЕ 2012/2013, що проходив в місті Цуг (Швейцарія), знову розділив 7-9 місця, з результатом 5 з 11 очок (+0-1=10).
У липні 2013 року з результатом 6 очко з 11 можливих (+1-0=10) розділив 3-4 місця на п'ятому етапі Гран-прі ФІДЕ 2012/2013, що проходив в Пекіні. Таким чином, набравши 230 очок в загальному заліку Гран-прі ФІДЕ 2012/2013, Петеру Леко не вдалося відібратися на турнір претендентів на шахову корону 2014 року.
Також Леко не вдалося відібратися на турнір претендентів і через кубку світу ФІДЕ, що проходив в серпні в місті Тромсе, де він програв у другому колі перуанському шахісту Хуліо Гранді з рахунком ½ на 1½ очка.

### 2014 рік
У липні 2014 року Петер з результатом 4 очка з 6 можливих (+1-0=6) посів 2 місце на міжнародному турнірі «Sparkassen Chess Meeting», що проходив в Дортмунді.
У серпні 2014 року виступаючи на першій дошці в Шаховій олімпіаді, що проходила в Тромсе, Петер Леко набрав 5 очок з 10 можливих (+1-1=8), а збірна Угорщини стала срібним призером турніру.
У листопаді 2014 року з результатом 2½ очка з 7 можливих (+0-2=5) Леко посів 6 місце на турнірі «Меморіал Петросяна», що проходив у Москві.

У грудні 2014 року виступаючи на «Всесвітніх інтелектуальних іграх» посів:
 — 11 місце на турнірі з швидких шахів, набравши 3 очки з 7 можливих (+1-2=4),
 — 9 місце на турнірі з блискавичних шахів, набравши 14½ очок з 30 можливих (+7-8=15),
 — 7 місце на турнірі з «баску», набравши 5½ очок з 10 можливих (+2-1=7).

### 2015 рік
У квітня 2015 року у складі збірної Угорщини Леко посів 6-е місце на командному чемпіонаті світу, що проходив у вірменському курортному містечку Цагкадзор. Крім того, Петер з показником 50,0 % набраних очок посів 6-е місце серед шахістів, які виступали на першій шахівниці.
У вересні 2015 року на кубку світу ФІДЕ дійшов до 1/16 фіналу, де поступився Анішу Гірі з рахунком ½ на 1½ очка.
У жовтні 2015 року на чемпіонаті світу зі швидких та блискавичних шахів, що проходив у Берліні, посів:
 — 64 місце на турнірі зі швидких шахів, набравши 8 з 15 очок (+5-4=6),
 — 57 місце на турнірі з блискавичних шахів, набравши 11½ з 21 очка (+4-2=15).
У листопаді 2015 року в складі збірної Угорщини став бронзовим призером командного чемпіонату Європи, що проходив у Рейк'явіку. Набравши 4 очка з 9 можливих (+1-2=6), Петер показав лише 14 результат серед шахістів, які виступали на першій шахівниці..

### 2016
У липні 2016 року з результатом 4 з 9 очок (+0-1=8) розділив 7-9 місця на турнірі, що проходив в Даньчжоу (Китай).
У середині грудня 2016 року на чемпіонаті Європи зі швидких та блискавичних шахів, що проходив у Таллінні в рамках Меморіалу П.Кереса, посів:
 — 9-те місце на турнірі зі швидких шахів, набравши 8½ з 11 очок (+6-0=5),
 — 5-те місце на турнірі з блискавичних шахів, набравши 19 з 26 очок (+15-3=8).
А наприкінці грудня 2016 року на чемпіонаті світу зі швидких та блискавичних шахів, що проходив у м. Доха (Катар), Петер посів:
 — 48-ме місце на турнірі зі швидких шахів, набравши 8 з 15 очок (+2-1=12),
 — 11-те місце на турнірі з блискавичних шахів, набравши 13 з 21 очка (+9-4=8).

## Зміни рейтингу
| На цьому місці має відображатися графік чи діаграма, однак з технічних причин його відображення наразі вимкнено. Будь ласка, не видаляйте код, який викликає це повідомлення. Розробники вже працюють для того, щоби відновити штатне функціонування цього графіка або діаграми. | |
| | На цьому місці має відображатися графік чи діаграма, однак з технічних причин його відображення наразі вимкнено. Будь ласка, не видаляйте код, який викликає це повідомлення. Розробники вже працюють для того, щоби відновити штатне функціонування цього графіка або діаграми. |